# 1316 Kasan
1316 Kasan è un asteroide areosecante. Scoperto nel 1933, presenta un'orbita caratterizzata da un semiasse maggiore pari a 2,4136053 UA e da un'eccentricità di 0,3173528, inclinata di 23,93701° rispetto all'eclittica.
Prende il nome dall'Osservatorio di Kazan'.